# 커티너스
더 커티너스(The Courteeners)는 2006년 영국 그레이터 맨체스터, 미들턴(Middleton)에서 리암 프레이(기타/메인보컬), 마이클 캠벨(드럼/백보컬), 다니엘 코난 무어스(기타), 마크 커펠로(베이스)
로 구성되어 결성된 인디 록 밴드이다.

## 역사

### 밴드의 결성
밴드의 멤버들은 10살 때부터 서로를 알고 있었다. 리암 프레이와 코난 무어스는 미들턴(Middleton)의 '카디널 랭글리 로마 가톨릭 고등학교(Cardinal Langley RC High School)'를 다녔고, 마크 커펠로는 프레스트위치(Prestwich) 근처의 '세인트 모니카 로마 가톨릭 고등학교(St Monica's RC High School)'를, 마이클 캠벨은 로치데일(Rochdale)의 '세인트 커스버트 로마 가톨릭 고등학교(St Cuthberts RC High school)'를 다녔다.
샐퍼드 대학교(the University of Salford)에 있는 동안에 리암 프레이는 싱어송라이터로서 맨체스터의 술집을 돌며 공개(open-mic) 어쿠스틱 공연을 갖는다. 관중들로부터 점점 좋은 반응을 얻은 후에 리암 프레이는 대학을 자퇴하고 밴드를 만들기로 결심한다. 리암 프레이는 가장 처음에 그의 오랜 친구인 마이클 캠벨을 밴드의 일원으로 데려온다. 마이클 캠벨은 그 때만 해도 단 한 번도 드럼을 쳐본 적이 없었다. 코난 무어스(기타)와 마크 커펠로(베이스)를 영입해 완전한 밴드의 구성을 갖추기 이전까지 그들은 리암 프레이의 이름으로 공연을 계속했다.
그들은 2006년 10월, 맨체스터의 로드하우스(Roadhouse)에서 처음으로 공연을 가졌고, 맨체스터에서 빠르게 인지도를 쌓아갔다. 2007년 8월 6일, 커티너스는 그들의 데뷔 싱글인 "Carvorting"을 루그 레코드(Loog Records)를 통해 발매한다. 2번째 싱글인 "Acrylic"은 2007년 8월 22일 발매되었고, 이는 UK 차트에서 44위에 오른다.

### 1집 St.Jude
커티너스는 스미스와 블러, 모리시 등과 함께 작업했던 스티븐 스트릿(Stephen Street)을 프로듀서로 하여 음반 작업을 하게 된다. 그들은 데뷔 앨범 발매 전인 2008년 1월 14일, 첫 번째 싱글 "What Took You So Long?"을 발매한다. 싱글은 영국에서 차트 20위라는 성적을 거둔다. 데뷔 앨범인 St.Jude는 폴리돌 레코즈를 통해 2008년 3월 7일에 발매되었다. 맨체스터의 마켓 스트릿에 위치한 HMV 매장에서 그들의 공연과 함께, 처음으로 앨범이 판매되었다. 앨범은 영국 차트 4위에 올랐다. 이후 2008년 3월 31일에는 "Not Nineteen Forever"가 싱글로 발매되었고차트 19위에 오르면서 그들의 싱글 중 가장 높은 차트 성적을 낸 싱글이 되었다. 다음 싱글인 "No You Didn't, No You Don't"은 2008년 6월 23일에 발매되었다.
밴드는 글래스톤베리 페스티벌(Glastonbury Festival), 티 인 더 파크(T in the park), 브이 페스티벌(V festival) 등 유럽의 주요 페스티벌에 참가해 공연을 했으며 일본의 후지 록 페스티벌에서도 공연을 했다.
앨범에 실리지 않은 싱글인 "That Kiss"는 또한 스티븐 스트릿이 프로듀서로 참여했으며 2008년 10월 26일에 발매되어 주중 싱글 차트에서 4위에 올랐다.

### 모리시(Morrissey)
모리시는 커티너스에 대한 애정을 수차례 언급한 바 있다. 캠든에서 커티너스를 본 이후에, 모리시는 미국의 라디오 방송인 KCRW에 출연하여 코티너스의 1집 곡 “What Took You So Long?"를 틀어주며 이와 같이 찬사를 보냈다.“모든 곡들이 매우 강하고 훅과 다이내믹함으로 가득 차 있어요. 제 생각엔 정말 대단한 것 같아요. 영국에는 크게 성공한 모습으로 많은 언론들에 거쳐 선전 되지만, 실은 정말 어떤 곡들도 갖고 있지 않고 언급할 뭔가를 갖고 있지 않은 밴드들이 많아요. 하지만 커티너스는 다르죠. 그들은 실제로 무척 좋고, 강한 곡들을 연주하고 있으니까요.” 모리시는 덧붙여 그들을 칭찬했다. “전 그들이 여기(미국)에서도 성공할 수 있다고 생각해요. 여러분들이 그들을 보러 올 거라고 생각합니다.” 그리고 2008년 12월 30일에는 커티너스가 모리시의 새 앨범 “Years Of Refusal”에 대한 미국 투어에 서포팅 밴드로 합류하기로 발표되었다.

## 레코드

### 스튜디오 음반
| 연도 | 앨범                                                                         | 최고 차트 순위 |
| 연도 | 앨범                                                                         | UK             |
| ---- | ---------------------------------------------------------------------------- | -------------- |
| 2008 | St. Jude - 첫 정규 앨범 - 발매: 2008. 04. 07 - 형식: CD, digital download    | 4              |
| 2010 | Falcon - 두 번째 정규 앨범 - 발매: 2010. 02. 22 - 형식: CD, digital download | 6              |

### EPs
- Here Come The Young Men - 2008. 01. 16 [Japan only]
- Live At Manchester Apollo - 2008. 10. 10 [7Digital download only]

### 싱글
| 연도 | 타이틀                        | 차트 순위 | 앨범        |
| 연도 | 타이틀                        | UK        | 앨범        |
| ---- | ----------------------------- | --------- | ----------- |
| 2007 | "Cavorting"                   | 192       | St. Jude    |
| 2007 | "Acrylic"                     | 44        | St. Jude    |
| 2008 | "What Took You So Long?"      | 20        | St. Jude    |
| 2008 | "Not Nineteen Forever"        | 19        | St. Jude    |
| 2008 | "No You Didn't, No You Don't" | 35        | St. Jude    |
| 2008 | "That Kiss"                   | 36        | 앨범 미수록 |
| 2010 | "You Overdid It Doll"         | 28        | Falcon      |
| 2010 | "Take Over The World"         | 114       | Falcon      |

## 멤버
- 리암 프레이(Liam Fray): 보컬, 기타, 작곡가, 작사가
- 다니엘 코난 무어스(Daniel Conan Moores): 기타.
- 마이클 캠벨(Michael Campbell): 드럼, 백보컬.
- 마크 커펠로(Mark Cuppello): 베이스

## 참고
1. ↑  bbc.co.uk The Courteeners at Joshua Brooks
2. ↑  “Drowned in Sound interview”. 2008년 6월 18일에 원본 문서에서 보존된 문서. 2010년 6월 12일에 확인함.
3. ↑  Banquet Records
4. ↑  Acrylic Chart Position
5. ↑  “Stephen Street produces Debut Album”. 2010년 6월 25일에 원본 문서에서 보존된 문서. 2011년 10월 16일에 확인함.
6. ↑  “What Took You So Long reaches top 40”. 2009년 6월 20일에 원본 문서에서 보존된 문서. 2011년 10월 16일에 확인함.
7. ↑  Courteeners score high chart entry
8. ↑  “Courteeners to release Not Nineteen Forever”. 2009년 6월 25일에 원본 문서에서 보존된 문서. 2011년 10월 16일에 확인함.
9. ↑  Stephen Street reprises his role
10. ↑  “보관된 사본”. 2012년 3월 19일에 원본 문서에서 보존된 문서. 2011년 10월 16일에 확인함.
11. ↑  “보관된 사본”. 2011년 7월 1일에 원본 문서에서 보존된 문서. 2012년 1월 16일에 확인함.